# Боян Настич
Боян Настич (серб. Бојан Настић / босн. Bojan Nastić; нар. 6 липня 1994, Власениця, Боснія і Герцеговина) — боснійський та сербський футболіст, лівий захисник польського клубу «Ягеллонія».

## Клубна кар'єра

### Ранні роки
Розпочав футбольний шлях у молодіжній команді «Власениці» з однойменного міста, влітку 2009 року залишив команду з рідного міста та перейшов до молодіжної академії «Воєводини». На професіональному рівні дебютував 7 квітня 2012 року у 17-річному віці в поєдинку проти «Рада». 11 липня 2013 провів першу гру в єврокубках, вийшовши на заміну в матчі кваліфікації Ліги Європи проти мальтійського клубу «Гіберніанс». У наступній грі другого за значущістю європейського турніру проти угорського «Гонведа» захисник був вилучений з поля на 21-й хвилині зустрічі. Дебютним голом на професіональному рівні відзначився 25 травня 2014 року у воротах «Напредака» (Крушевац). У 2014 році допоміг «Воєводині» у фіналі кубку Сербії обіграти «Ягодину». Напередодні старту сезону 2015/16 років став капітаном команди, проте по завершенні сезону контракт з Бояном не було продовжено й він залишив клуб вільним агентом. 

### «Генк»
10 серпня 2016 року перебрався до бельгійського «Генка» за невідому плату, підписавши з клубом 2-річний контракт з можливістю продовження ще на два роки. Дебютував за нову команду три дні по тому, в переможному (1:0) поєдинку проти «Зюлте-Варегем», де на 77-й хвилині замінив Леандро Троссара.
18 квітня 2018 року продовжив контракт з клубом до червня 2020 року.
У січні 2019 року відправився до завершення сезону в оренду до «Остенде».
Свій перший трофей завоював 20 липня 2019 року, коли «Генку» обіграв «Мехелен» у Суперкубку Бельгії.
13 серпня 2019 року боснійський серб домовився про дострокове розірвання контракту з бельгійським клубом.

### БАТЕ (Борисов)
У вересні 2019 року підписав довгостроковий контракт з білоруським БАТЕ. Дебютував у новій команді 9 березня 2020 року в поєдинку проти мінського «Динамо».

## Кар'єра в збірній
Незважаючи на виступи за юнацькі та молодіжні збірні Сербії, на дорослому рівні вирішив представляти Боснію і Герцеговину.
У травні 2018 року заяву про зміну спортивного громадянства з сербського на боснійське дозволило ФІФА. Місяць по тому отримав виклик до збірної Боснії і Герцеговини на товариські матчі проти Чорногорії та Південної Кореї. Дебютував за боснійську збірну 28 травня 2018 року в нічийному (0:0) поєдинку проти Чорногорії.

## Статистика виступів

### Клубна
Станом на 28 березня 2020
| Клуб               | Сезон             | Ліга               | Ліга  | Ліга | Кубок | Кубок | Континентальні | Континентальні | Загалом | Загалом |
| Клуб               | Сезон             | Дивізіон           | Матчі | Голи | Матчі | Голи  | Матчі          | Голи           | Матчі   | Голи    |
| ------------------ | ----------------- | ------------------ | ----- | ---- | ----- | ----- | -------------- | -------------- | ------- | ------- |
| «Воєводина»        | 2011–12           | Суперліга Сербії   | 1     | 0    | 0     | 0     | –              | –              | 1       | 0       |
| «Воєводина»        | 2012–13           | Суперліга Сербії   | 14    | 0    | 0     | 0     | 0              | 0              | 14      | 0       |
| «Воєводина»        | 2013–14           | Суперліга Сербії   | 18    | 1    | 2     | 0     | 3              | 0              | 23      | 1       |
| «Воєводина»        | 2014–15           | Суперліга Сербії   | 28    | 0    | 2     | 0     | 2              | 0              | 32      | 0       |
| «Воєводина»        | 2015–16           | Суперліга Сербії   | 25    | 1    | 2     | 0     | 8              | 0              | 35      | 1       |
| «Воєводина»        | Загалом           | Загалом            | 86    | 2    | 6     | 0     | 13             | 0              | 105     | 2       |
| «Генк»             | 2016–17           | Ліга Жупіле        | 14    | 0    | 1     | 0     | 4              | 0              | 19      | 0       |
| «Генк»             | 2017–18           | Ліга Жупіле        | 18    | 0    | 4     | 0     | –              | –              | 22      | 0       |
| «Генк»             | 2018–19           | Ліга Жупіле        | 7     | 0    | 2     | 0     | 4              | 0              | 13      | 0       |
| «Генк»             | Загалом           | Загалом            | 39    | 0    | 7     | 0     | 8              | 0              | 54      | 0       |
| «Остенде» (оренда) | 2018–19           | Ліга Жупіле        | 12    | 1    | –     | –     | –              | –              | 12      | 1       |
| БАТЕ (Борисов)     | 2020              | Вища ліга Білорусі | 2     | 0    | 2     | 0     | 0              | 0              | 4       | 0       |
| Усього за кар'єру  | Усього за кар'єру | Усього за кар'єру  | 139   | 3    | 15    | 0     | 21             | 0              | 175     | 3       |

### У збірній

#### По роках
Станом на 11 червня 2019
| Збірна               | Рік     | Матчі | Голи |
| -------------------- | ------- | ----- | ---- |
| Боснія і Герцеговина |         |       |      |
| 2018                 | 3       | 0     |      |
| 2019                 | 1       | 0     |      |
| Загалом              | Загалом | 4     | 0    |

### По матчах
| Дата       | Місто       | Господарі            | Результат | Гості                | Турнір            | Голи | Примітки |
| ---------- | ----------- | -------------------- | --------- | -------------------- | ----------------- | ---- | -------- |
| 28-5-2018  | Зениця      | Боснія і Герцеговина | 0 – 0     | Чорногорія           | товариський матч  | -    | 78'      |
| 11-10-2018 | Ризе        | Туреччина            | 0 – 0     | Боснія і Герцеговина | товариський матч  | -    |          |
| 18-11-2018 | Лас-Пальмас | Іспанія              | 1 – 0     | Боснія і Герцеговина | товариський матч  | -    |          |
| 11-6-2019  | Турин       | Італія               | 2 – 1     | Боснія і Герцеговина | Відбір до ЧЄ 2020 | -    | 72'      |
| Усього     |             | Матчів               | 4         |                      | Голів             | 0    |          |

## Досягнення
«Воєводина»
- Кубок Сербії
  -  Володар (1): 2013/14

«Генк»
- Суперкубок Бельгії
  -  Володар (1): 2019

БАТЕ
- Кубок Білорусі
  -  Володар (1): 2020